# Comuna Avhustivka, Kozova
Avhustivka (în ucraineană Августівка) este o comună în raionul Kozova, regiunea Ternopil, Ucraina, formată din satele Avhustivka (reședința), Horobriv și Horosteț.

## Demografie
Componența lingvistică a comunei Avhustivka
     Ucraineană (100%)
Conform recensământului din 2001, toată populația comunei Avhustivka era vorbitoare de ucraineană (100%).